# 1926年柏林条约
柏林条约，或德苏中立和互不侵犯条约，是1926年4月24日签署的条约，根据该条约，德国和苏联承诺在五年内，如果第三方攻击对方，双方将保持中立。该条约重申了1922年的德苏《拉帕洛条约》。